# Llengües salish
Les llengües salish són un grup de llengües ameríndies parlades al sud-oest del Canadà i al nord-oest dels EUA, a la costa del Pacífic i a l'interior, als estats de Washington, Idaho i nord-oest de Montana. El seu nom és derivat de salst (home) Es caracteritzen per ser llengües aglutinants.

## Divisió interna
La família salish consta de 23 llengües, que no sempre es corresponen amb la divisió tribal, ja que algunes tribus parlen dialectes diferents, com els de l'illa Squaxin o els tulalip.
I. Bella Coola
1. Nuxálk (també Bella Coola, Salmon River)
- Kimsquit
- Bella Coola
- Kwatna
- Tallheo

II. Salish de la Costa
A. Salish de la Costa Central (també Central Salish)
2. Comox
- Comox (també Q’ómox̣ʷs)
- Sliammon (Homalco-Klahoose-Sliammon) (també ʔayʔaǰúθəm)

3. Halkomelem
Island (també Hul'q̱’umi’num’, həl̕q̓əmín̓əm̓)
- Cowichan
- Nanaimo

Downriver (també Hunq’umʔiʔnumʔ)
- Katzie
- Kwantlen
- Musqueam

Upriver (també Upper Stalo, Halq’əméyləm)
- Chehalis
- Chilliwack
- Tait

4. Luixutsid (també Puget Salish, Skagit-Nisqually, Dxʷləšúcid)
Northern
- Skagit (també Skaǰət)
- Snohomish (també Sduhubš)

Southern
- Duwamish-Suquamish (també Dxʷduʔabš)
- Puyallup (també Spuyaləpubš)
- Nisqually (també Sqʷaliʔabš)

5. Nooksack (també ɬə́čələsəm, ɬə́čælosəm) (†)
6. Pentlatch (també Pənƛ̕áč) (†)
7. Sechelt (també Seshelt, Shashishalhem, šášíšáɬəm)
8. Squamish (també Sqwxwu7mish, Sḵwx̱wú7mesh, sqʷx̣ʷúʔməš)
i. Straits Salish group (també Straits)
9. Klallam (també Clallam, Nəxʷsƛ̕áy̓emúcən)
- Becher Bay
- Eastern
- Western

10. Estrets del Nord (també Straits)
- Lummi (també Xwlemi’chosen, xʷləmiʔčósən) (†)
- Saanich (també SENĆOŦEN, sənčáθən, sénəčqən)
- Samish (també Siʔneməš)
- Semaihmoo (també Tah-tu-lo) (†)
- Sooke (també T’sou-ke, c̓awk) (†)
- Songhees (també Lək̓ʷəŋín̓əŋ) (†)

11. Twana (també Skokomish, Sqʷuqʷúʔbəšq, Tuwáduqutšad) (†)
- Quilcene
- Skokomish (també Sqʷuqʷúʔbəšq)

B. Tsamosan (també Olympic)
i. Interior
12. Cowlitz (també Lower Cowlitz, Sƛ̕púlmš) (†)
13. Upper Chehalis (també Q̉ʷay̓áyiɬq̉) (†)
- Oakville Chehalis
- Satsop
- Tenino Chehalis

ii. Marítim
14. Lower Chehalis (també ɬəw̓ál̕məš) (†)
- Humptulips
- Westport-Shoalwater
- Wynoochee

15. Quinault (també Kʷínayɬ)
- Queets
- Quinault

C. Tillamook
16. Tillamook (també Hutyéyu) (†)
Siletz
- Siletz

Tillamook
- Garibaldi-Nestucca
- Nehalem

III. Salish de l'Interior
A. Septentrional
17. Shuswap (també Secwepemctsín, səxwəpməxcín)
Eastern
- Kinbasket
- Shuswap Lake

Western
- Canim Lake
- Chu Chua
- Deadman's Creek-Kamloops
- Fraser River
- Pavilion-Bonaparte

18. St’at’imcets (també Lillooet, Lilloet, St'át'imcets)
- Lillooet-Fountain
- Mount Currie-Douglas

19. Salish del Riu Thompson (també Nlaka’pamux, Ntlakapmuk, nɬeʔkepmxcín, Thompson River, Thompson Salish, Thompson, coneguts en temps de la frontera com a Klackarpun, Couteau o Knife Indians)
- Lytton
- Nicola Valley
- Spuzzum-Boston Bar
- Thompson Canyon

B. Meridional
20. Coeur d'Alene (també Snchitsu’umshtsn, snčícuʔumšcn)
21. Colúmbia-Moses (també Columbia, Nxaʔamxcín)
- Chelan
- Entiat
- Moses Columbia
- Wenatchee (també Pesquous)

22. Colville-Okanagan (també Okanagan, Nsilxcín, Nsíylxcən, ta nukunaqínxcən)
Septentrional
- Cap dels llacs
- Penticton
- Similkameen
- Vernon

Meriodional
- Lakes-Colville-Inchelium
- Methow
- San Poil-Nespelem
- Southern Okanogan

23. Spokane-kalispel-flathead (també Kalispel)
- bitterroot salish (també flathead)
- Kalispel (també Qalispé)

- Chewelah
- Kalispel
- Pend d'oreile

- Spokane (també Npoqínišcn)

## Descripció lingüística

### Fonologia
Les llengües salish admeten grups consonàntics d'enorme complexitat entre els quals no hi ha cap sonorant. L'anàlisi convencional en síl·labes presenta algunes dificultats en diverses d'aquestes llengües. Alguns exemples de paraules llargues en aquestes llengües són:
sčkʷkʼkʷƛus.tn 'ulls petits' (spokane, salish de Montana)
xłp̓x̣ʷłtłpłłskʷc̓ [xɬpʼχʷɬtʰɬpʰɬːskʷʰts͡ʼ] 'ha tingut en el seu poder una planta de cornus (Cornus canadensis)' (bella coola)
L'inventari consonàntic del proto-salish vé donat per:
|                       |                    | Labial | Coronal | Coronal | Coronal | Palatal | Velar | Velar | Uvular | Uvular | glotal |
| --------------------- | ------------------ | ------ | ------- | ------- | ------- | ------- | ----- | ----- | ------ | ------ | ------ |
| obstruent no-contínua | simple             | *p     | *t      | *c      |         |         | *k    | *kʷ   | *q     | *qʷ    |        |
| obstruent no-contínua | glotalitzada       | *pʼ    | *tʼ     | *cʼ     | *ƛ̕      |         | *kʼ   | *kʼʷ  | *qʼ    | *qʼʷ   | *ʔ     |
| obstruent contínua    | obstruent contínua |        | *s      | *s      | *ɬ      |         | *x    | *xʷ   | *χ     | *χʷ    | *h     |
| Sonant                | simple             | *m     | *n      |         | *l      | *y      | *ɣ    | *w    | *ʕ     | *ʕʷ    |        |
| Sonant                | glotalizada        | *mʼ    | *nʼ     |         | *lʼ     | *yʼ     | *ɣʼ   | *wʼ   | *ʕʼ    | *ʕʼʷ   |        |
Cal tenir en compte que en el quadre anterior s'han emprat signes de l'alfabet fonètic americanista que en alguns casos difereix de l'alfabet fonètic internacional i les següents convencions:
- Els símbols /*c, *cʼ, *ƛ̕/ denoten africades (= AFI [ʦ, ʦʼ, tɬ͡ʼ])
- Els signes /*y, ɣ, ʕ*/ (i llurs corresponents glotalitzades) denoten aproximants (= AFI [j, ɰ, ʕ])

### Comparació lèxica
Els numerals per a diferents llengües salish són:
| GLOSSA | Bella Coola (Nuxálk) | PROTO-SAL. DE LA COSTA | PROTO-SAL. DEL INTERIOR | PROTO- SALISH |
| ------ | -------------------- | ---------------------- | ----------------------- | ------------- |
| '1'    | smaw                 | *n(ə)čʼúʔ              | *nkʼúʔ                  | *n(a)kʼuʔ     |
| '2'    | ɬnus                 | *ʔəsáli                | *(ʔe)sáli               | *ʔəsali       |
| '3'    | ʔasmus               | *čaɬas / *ɬíxʷ-        | *kaʔɬás~ *čaʔɬás        | *kaʔɬas       |
| '4'    | mus                  | *mus                   | *mús                    | *mus          |
| '5'    | cʼixʷ                | *ci- / *ɬqʼačis        | *cíl-kst                | *cil(-ak-ist) |
| '6'    | tʼx̩ʷuɬ               | *tʼəχm                 | *tʼəqʼm-                | *tʼəχ(m)      |
| '7'    | nus(ʔ)aɬkɬm          | *cʼúʔkʷ(i)s            | *cʼu(p)ɬkʼ              | *cʼuʔ         |
| '8'    | kʼiɬnus (10-2)       | *tqačiʔ                |                         | *tqačiʔ       |
| '9'    | kʼismaw (10-1)       | *tə́wixʷ                | *təwixʷ                 | *təwixʷ       |
| '10'   | cʼklakt              | *ʔúpən                 | *ʔu-pan-kst             | *(ʔu)pan      |